# Masafumi Yokoyama
Masafumi Yokoyama (jap. 横山 正文 Yokoyama Masafumi; ur. 10 kwietnia 1956) – były japoński piłkarz, reprezentant kraju.

## Kariera klubowa
Jako piłkarz grał w klubie Nippon Steel.

## Kariera reprezentacyjna
W reprezentacji Japonii zadebiutował w 1979. W reprezentacji Japonii występował w latach 1979-1984. W sumie w reprezentacji wystąpił w 31 spotkaniach.

## Statystyki
| Reprezentacja Japonii | Reprezentacja Japonii | Reprezentacja Japonii |
| Rok                   | Mecze                 | Gole                  |
| --------------------- | --------------------- | --------------------- |
| 1979                  | 1                     | 0                     |
| 1980                  | 12                    | 2                     |
| 1981                  | 9                     | 6                     |
| 1982                  | 1                     | 0                     |
| 1983                  | 7                     | 2                     |
| 1984                  | 1                     | 0                     |
| Razem                 | 31                    | 10                    |